# 12562 Браянґрейзер
12562 Браянґрейзер (12562 Briangrazer) — астероїд головного поясу, відкритий 19 вересня 1998 року.
Тіссеранів параметр щодо Юпітера — 3,162.